# Caliban on Ariel
Caliban on Ariel – wiersz angielskiego poety Algernona Charlesa Swinburne’a, opublikowany w tomiku Poems and Ballads. Third Series, wydanym w Londynie w 1889 roku przez spółkę wydawniczą Chatto & Windus. Utwór jest sonetem. Został napisany pentametrem jambicznym i rymuje się abba abba cde cde. Utwór nawiązuje do Burzy Williama Szekspira i jest poprzedzony cytatem z 2 sceny II aktu: "His backward voice is to utter foul speeches and to detract".
The tongue is loosed of that most lying slave,
Whom stripes may move, not kindness. Listen: "Lo,
The real god of song, Lord Stephano,
That’s a brave god, if ever god were brave,
And bears celestial liquor: but," the knave
(A most ridiculous monster) howls, "we know
From Ariel's lips what springs of poison flow,
The chicken-heart blasphemer! Hear him rave!"
Thou poisonous slave, got by the devil himself
Upon thy wicked dam, the witch whose name
Is darkness, and the sun her eyes' offence,
Though hell's hot sewerage breed no loathlier elf,
Men cry not shame upon thee, seeing thy shame
So perfect: they but bid thee—"Hag-seed, hence!"
Zobacz też: Kaliban o Setebosie czyli naturalna teologia na wyspie